# ولکا جسنیک
ولکا جسنیک (به لاتین: Velká Jesenice) یک ناحیه در جمهوری چک است که در Náchod District واقع شده‌است.

## خصوصیات
ولکا جسنیک ۱۴٫۷۲ کیلومترمربع مساحت و ۷۵۴ نفر جمعیت دارد و ۲۸۶ متر بالاتر از سطح دریا واقع شده‌است.